# Clubiona qiyunensis
Clubiona qiyunensis är en spindelart som beskrevs av Xu, Yang och Song 2003. Clubiona qiyunensis ingår i släktet Clubiona och familjen säckspindlar. Inga underarter finns listade i Catalogue of Life.